# Salto Tarumá
El Salto Tarumá es una caída de agua ubicada a 10 kilómetros de la ciudad de San Vicente, Provincia de Misiones, Argentina, más exactamente siguiendo la ruta provincial número 13, en torno al kilómetro 48, e internándose 4 kilómetros adicionales en el sector de Tarumá. El salto de agua es escalonado, a través de una serie de minicascadas, y su desnivel total en altura es de 25 metros, inserto en un espacio natural selvático. Las inmediaciones al salto albergan también los vestigios en ruina de un proyecto hidroeléctrico que no se concretó y que quedaron en abandono en dicho lugar. El área posee el carácter de Parque Municipal, y ha sido objeto de tentativas para acoger alguna protección ecológica a nivel provincial. También es un importante atractivo turístico para la localidad.